# Ъглова гънка
Ъгловата гънка (gyrus angularis) е регион в мозъка, който е разположен основно в антеролатералния регион на теменния дял, който лежи близо до горния ръб на слепоочния дял и непосредствено зад надкраевата гънка. Значимостта ѝ се състои в предаването на визуалната информация към зоната на Вернике, за да се изведе смисъл от визуално възприеманите думи. Също така участва в редица процеси, свързани с езика, обработката на числата и пространственото познание, възпроизвеждането от паметта, вниманието и теорията на ума. Нарича се още 39-а зона на Бродман в човешкия мозък.

## Език

### Език
Вилаянур Рамачандран и Едуард Хъбард публикуват статия през 2003 г. в която изказват предположение, че ъгловата гънка е поне отчасти отговорна за разбирането на метафорите. Те пишат:
Има неврологични разстройства, които нарушават разбирането на метафорите и синестезията. Това все още не е изследвано в детайли, но ние видяхме смущения в ефекта Буба/Кики (Ramachandran & Hubbard, 2001a), както и при поговорки при пациенти с лезии в ъгловата гънка. Би било интересно да се види дали имат дефицит в други типове синестетични метафори като 'сирене с остра миризма' или 'крещяща тениска'. Има доказателства, че пациенти с лезии в дясната хемисфера имат проблеми с метафорите. Възможно е техния дефицит да е основно с пространствени метафори като 'Той се оттегли като директор' (He stepped down as director – буквално той отстъпи назад).
Фактът, че ъгловата гънка е пропорционално много по-голяма при хоминидите в сравнение с другите примати и че нейното стратегическо местоположение на пресечния път на зоните, специализирани в докосване, чуване и виждане води Рамачандран до идеята, че тя е от решаващо значение за концептуалните метафори и кросмодалните абстракции. Все пак скорошни изследвания поставят под съмнение тази теория.
Изследване направено от Криш Сатиан (Университет Емъри) чрез използване на функционално магнитно-резонансна томография (fMRI) показва, че ъгловата гънка няма роля при създаването на концептуалните метафори. Сатиан предполага, че концептуалните метафори активират текстурно-селективната соматосензорна кора в теменния оперкулум
Браунсет и Уайз осветяват ролята на лявата ъглова гънка по отношение на говоренето и писането.

### Аритметични действия и пространствено познание
От 1919 г. се знае, че увредите на ъгловата гънка водят до дефицит по отношение на аритметичните действия. Функционалното изобразяване показва, че докато други части на теменния дял са двустранно свързани с приблизителните изчисления поради връзката им с пространствено-визуалните способни, лявата ъглова гънка заедно с лявата долна предна гънка са свързани с точното изчисление поради вербалното извличане на аритметични факти. Когато има по-голяма активация на лявата ъглова гънка аритметичните способности на човека също са по-добри.

### Внимание
Дясната ъглова гънка се свързва със зрително пространственото внимание към очевидните характеристики. Тя може да разпредели вниманието, като използва стратегия от долу нагоре, която се опира на способността на региона да извлича спомени. Например гънката има критична роля при разграничаването на ляво и дясно чрез интегрирането на думите в езика за „ляво“ и „дясно“ с разположението на ляво и дясно в пространството. Освен това тя се свързва и с ориентирането в триизмерното пространство, не защото интерпретира пространството, а защото е възможно да контролира пренасочването на вниманието в пространството.

### Други функции

#### Мрежа по подразбиране
Ъгловата гънка се активира заедно с други региони на мозъка, когато мозъка не е зает с експлицитни задачи и няма очевидни цели (наричано мрежа по подразбиране).

#### Осъзнатост
Ъгловата гънка реагира различно спрямо това дали човек възнамерява да извърши дадено действие, или извършва действието. Това предполага, че ъгловата гънка наблюдава собствените намерения за извършване на действието и използва допълнителната информация, за да направи различно изчисление, както това става при реално извършеното действие. Чрез записване на разминаването ъгловата гънка поддържа осъзнатост на личността.

#### Извличане от паметта
Активацията на ъгловата гънка показва, че не само действа като медиатор по отношение на извличането на информация от паметта, но също отбелязва и противоречието между това, което се очаква при извличането и това, което е необичайно. Ъгловата гънка може да има достъп до съдържателната и епизодичната памет и е полезна при извеждането на намеренията на човешкия характер. Нещо повече тя може да служи като обратна връзка, за да се установи дали извличането е очаквано, или е необичайно.

#### Извънтелесни преживявания
Скорошни експерименти показват, че стимулацията на дясната ъглова гънка води до извънтелесни преживявания. Стимулацията на лявата ъглова гънка в един експеримент кара жената-участничка да види мъглив образ на човек, който дебне зад нея. Тази мъглива фигура всъщност се възприема като двойник на участничката. Друг такъв експеримент дава на тестовия субект усещането, че е на тавана на стаята. Това се отдава на разминаването между реалната позиция на тялото и възприеманата от мозъка позиция на тялото.

## Клинична значимост
Увреда в ъгловата гънка се проявява като синдром на Гертсман. Той се характеризира с 4 основни симптома:
1. Дисграфия/аграфия: нарушения в способността за писане[18][19]
2. Дискалкулия/акалкулия: затруднения в научаването или разбирането на аритметичните действия[18][19]
3. Пръстова агнозия: невъзможност за различаване на пръстите на ръката[18][19]
4. Ляво-дясна дезоориентация[18][19]

## Снимки
- Позиция на ъгловата гънка (показана в червено).
- Странична повърхност на лявата мозъчна хемисфера, гледана отгоре. Ъгловата гънка е показана в жълто.
- Странична повърхност на лявата мозъчна хемисфера, гледана отстрани Ъгловата гънка е показана в жълто.
- Страничен изглед на човешкия мозък, главните гънки са написани.
- Мозък. Страничен изглед. Дълбока дисекция.
- Мозък. Страничен изглед. Дълбока дисекция.